# Kammblatthühnchen

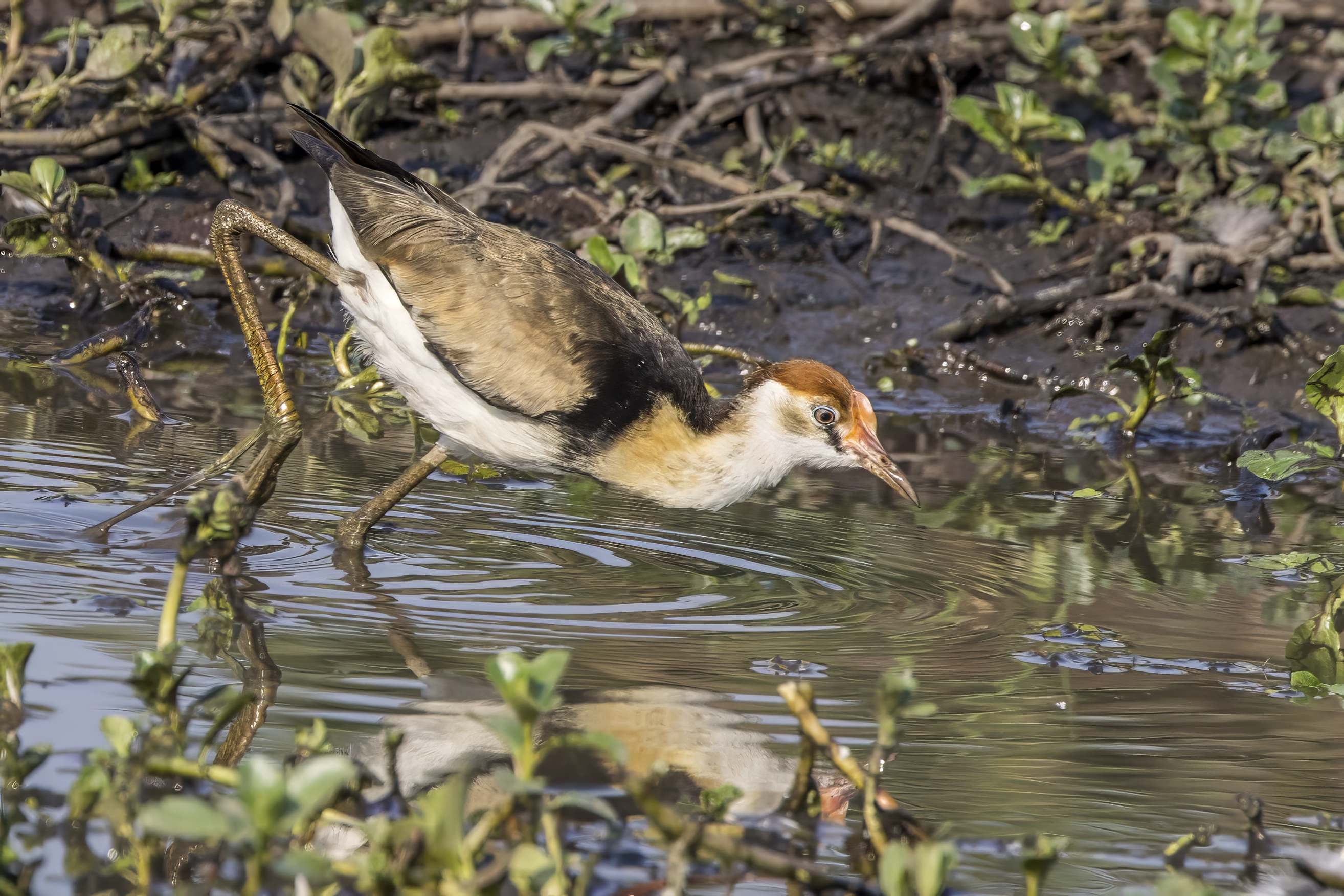
Juveniles Kammblatthühnchen (Irediparra gallinacea)

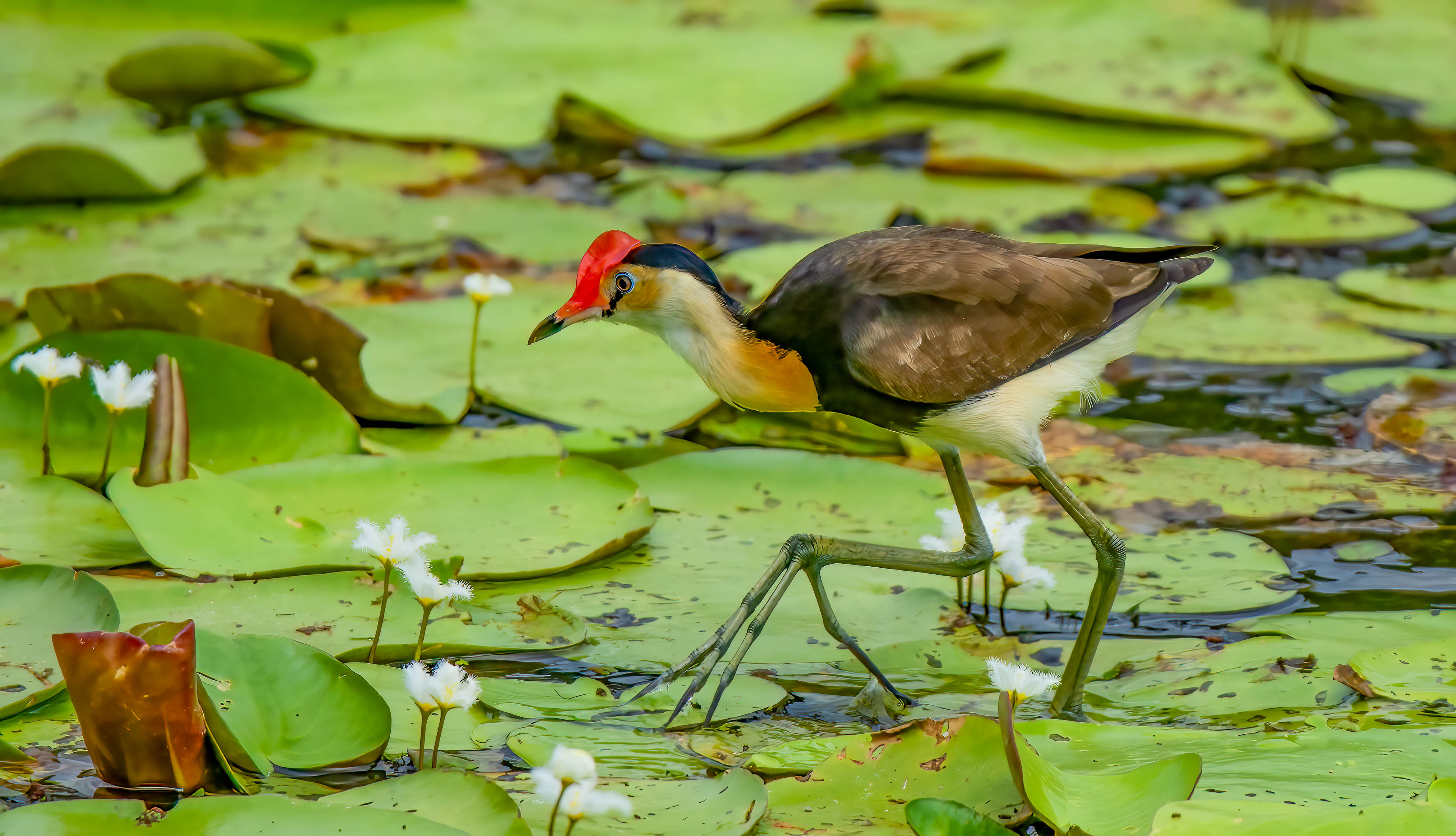
Das Kammblatthühnchen läuft bei der Nahrungssuche über Wasserpflanzen

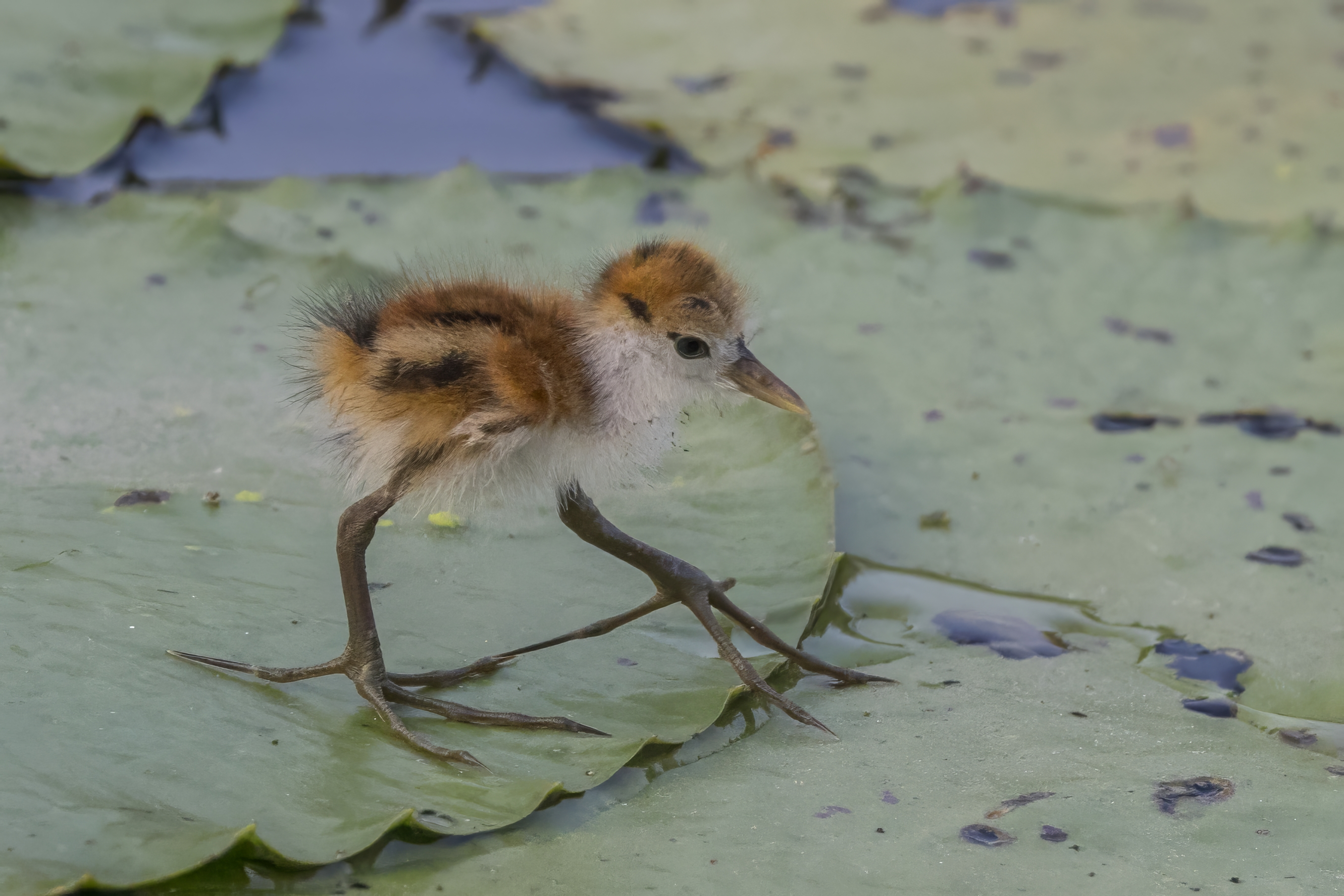
Die Küken weisen bereits stark ausgeprägte Zehen und Krallen auf

Das Kammblatthühnchen (Irediparra gallinacea) ist eine Vogelart aus der Familie der Blatthühnchen (Jacanidae). Es ist ein mittelgroßer Wasservogel der in weiten Teilen von Australasien vorkommt.

## Beschreibung
Kammblatthühnchen weisen eine Körperlänge von 20 bis 27 cm, mit langen Beinen und außergewöhnlich großen Zehen und Krallen auf. Durch die großen Zehen und Krallen ist es dem Kammblatthühnchen möglich sein Körpergewicht von 143 g (Weibchen) und 84 g (Männchen) auf eine große Auftrittsfläche zu verteilen. Die belaufenen Wasserpflanzenblätter erweitern den Effekt der Gewichtsverteilung zusätzlich und ein Versinken im Wasser wird durch Ausnutzung der Oberflächenspannung vermieden.
Die Flügel sind olivbraun gefärbt, der Unterkörper und der Hals sind weiß mit einer schwarzen Randung und bei adulten Vögeln mit einer schwarzen Kappe am Hinterkopf gefärbt. Das Gesicht ist weiß mit einem goldenen Schimmer, einem breiten dunklen Band über der Brust und einem großen roten, fleischigen Kamm auf der Stirn. Die Schnabelfarbe ist bei adulten Vögeln rot, bei juvenilen Vögeln und Küken olivbraun oder olivgrün. Die Beine und Füße sind grau bis olivgrün und die Augen orange gefärbt. Kammblatthühnchen sind tagaktiv und unverkennbar, wenn sie auf den Seerosenblättern und anderen schwimmenden Pflanzen herumlaufen. Im Flug ragen ihre langen Beine und Füße deutlich über die Schwanzspitze hinaus. Auffallend sind ihre schrillen Pfeif- und Zwitscherrufe.

## Vorkommen
Das Kammblatthühnchen kommt in Borneo, Australien, Indonesien, Malaysia, Papua-Neuguinea einschließlich Neubritannien, den Philippinen und in Osttimor vor.

### Lebensraum
Die Hauptvoraussetzung für den Lebensraum des Kammblatthühnchens ist das Vorkommen von Wasser. Sie benötigen großflächig vorhandene Matten aus schwimmender Wasservegetation als Unterschlupf, Nistmaterial und Nahrungsvorrat. Als Ersatzlebensraum werden überflutete Wiesen, Weiden, Reisfelder, offengelassene Teiche und Flächen mit aufkommender Sumpfvegetation angenommen. Bevorzugt werden Tieflandteiche und Sumpfgebiete mit freiem Blick auf die Wasserfläche und niedrigwachsenden Wasserpflanzen. Selten bewohnen Kammblatthühnchen Bruchwaldgebiete. Daneben werden Lagunen, Billabongs und langsam fließende Flüsse besiedelt.
Kammblatthühnchen wandern im Allgemeinen nicht und bleiben am selben Ort, sofern sie ein geeignetes Habitat bewohnen. Bei Trockenheit und dem Austrocknen der bewohnten Wasserfläche können sie ihr Revier jedoch in ein bestimmtes Gebiet mit einer besseren Versorgung mit Wasserpflanzen verlagern. Befinden sich die Kammblatthühnchen nicht in der Brutphase, können sie sich in Gruppen zu Hunderten versammeln.

## Ernährung
Mit seinen langen Zehen läuft der Vogel über Schwimmpflanzen und sucht nach Insekten, indem er die Blätter mit den Zehen umdreht. Insekten und Samenkörner der Wasserpflanzen stellen die Hauptnahrungsquelle dar. Daneben ernähren sich die Kammblatthühnchen von Wirbellosen, Larven von Wassermotten, kleinen schwimmenden Organismen und in seltenen Fällen von kleinen Fischen. Für die Fütterung der Küken sind nur die Männchen zuständig.

## Verhalten
Nach dem Schlüpfen können die Küken bereits schwimmen und tauchen. Sie nutzen diese Fähigkeit um Raubtieren zu entkommen. Trotz ihrer Größe und bunten Färbung sind Kammblatthühnchen sehr unauffällige Vögel. Die Küken und adulten Vögel verstecken sich geschickt in der Wasservegetation. Sobald die Küken geschlüpft sind, bringt ihnen das Männchen bei, Nahrung an den vorhandenen Wasserpflanzen zu suchen. Während die Küken um die Seerosen und Wasserlilien paddeln und sich aus dem Sichtfeld entfernen, ruft das Männchen die Küken zurück um nach ihnen zu sehen.
Kammblatthühnchen leben normalerweise paarweise in einem ausgewählten Revier zusammen. Jedes Weibchen paart sich in diesem Revier mit einem oder bis zu vier Männchen. Das bewohnte Brutrevier wird gegen Artgenossen oder andere Vogelarten verteidigt. Die Fläche jedes Brutreviers kann eine Fläche von bis zu einem halben Fußballfeld entsprechen.
Männliche und weibliche Kammblatthühnchen arbeiten bei der Brut zusammen, um ihr Brutrevier zu verteidigen. Wenn sich ein Raubtier dem Brutrevier nähert, setzt sich das Männchen auf das Nest und ruft nach dem Weibchen. Sobald das Weibchen am Nest angekommen ist, wird es wenn nötig, den Eindringling oder ein rivalisierendes Weibchen angreifen. Der Konflikt beginnt mit einer territorialen Zurschaustellung. Dabei breitet das Weibchen seine Federn mit leicht nach unten gerichteten Flügeln aus. Falls das Raubtier oder ein rivalisierendes Weibchen trotzdem näher kommt, kann das Weibchen mit den Flügeln zuschlagen oder mit dem spitzen Schnabel zustoßen.
Die Männchen verfügen über ein komplexes Spektrum an Rufen um ihren Nachwuchs vor Gefahren zu warnen. Sobald die Küken diese Warnrufe hören, bewegen sie sich näher zum Männchen. Um die Küken zu schützen, sammelt das Männchen sie unter seinen Flügeln ein oder ermutigt sie, sich unter Wasserpflanzen zu verstecken. Wie bei allen jungen Blatthühnern haben die Küken eine besondere Atmung entwickelt. Sie besitzen am Ende ihres Schnabels kleine Löcher, die es ihnen ermöglichen bei Gefahr unter Wasser abzutauchen, wobei nur die Spitze ihres Schnabels für die Atmung über der Wasseroberfläche herausragt. Sobald die Gefahr vorbei ist, gibt das Männchen entsprechende Rufe ab und die Küken tauchen wieder auf. Eine andere Art eine Gefahr durch ein Raubtier abzuwehren, ist das Vortäuschen eines gebrochenen Flügels, um den Eindringling zu verwirren und von den Küken wegzulocken.
Ungebundene weibliche Kammblatthühnchen nähern sich häufig einem Brutpaar und fordern es heraus. Ist das rivalisierende Weibchen erfolgreich, kann es die vorhandenen Küken töten, um mit der Balz und der eigenen Paarung mit dem Männchen zu beginnen.

## Fortpflanzung
Die Kammblatthühnchen beginnen während der Regenzeit, wenn ausreichend Nistmaterial und Nahrung vorhanden sind, mit der Brut. Im Gegensatz zu anderen Vogelarten dominieren die Weibchen die Fortpflanzung. Wenn sich das Weibchen einem geeigneten männlichen Partner nähert, beginnt das Weibchen die Balz. Das Männchen wird dann mit dem Bau mehrere Nistplätze beginnen. Das Weibchen entscheidet, welches der vorbereiteten Nester sie zur Eiablage benutzen wird. Oder sie wählt einen völlig anderen Ort im Brutrevier des Männchens aus. Das Männchen wird dann mit dem Bau eines weiteren Nestes am neuen Standort beginnen. Die Nester der Kammblatthühnchen sind nicht aufwändig ausgestaltet. Sie bestehen aus aufgehäuften Seerosenblättern und anderen Pflanzenmaterialien, welche über einem Wulst auf einer dicken Matte aus Schwimmpflanzen über der Wasseroberfläche angelegt werden.
Falls ein Weibchen das Brutrevier eines rivalisierenden Weibchens übernommen hat, zeigt es seine Dominanz, indem es mit dem spitzen Schnabel in den Nacken und den Rücken des eroberten Männchens pickt. Das Männchen signalisiert seine Unterwürfigkeit durch sein Wegducken und das Absenken seines Kopfs. Es kann vorkommen, dass die Weibchen den ganzen Tag damit beschäftigt sind ihre Brutreviere, die aus bis zu vier oder fünf Männchen bestehen können, zu bewachen. Aus diesem Grund brüten und bewachen die Männchen das jeweilige Nest und die Küken. Weibliche Kammblatthühnchen, die sich mit mehreren Partnern gleichzeitig paaren, legen oft Eier von verschiedenen Männchen in ein Gelege. Sprich das Männchen bebrütet und kümmert sich um Eier und Nachkommen, die nicht unbedingt seine eigenen sind.
Das Gelege besteht aus drei bis vier kleinen, glänzend braunen und gesprenkelten Eiern. Ein Ei wiegt durchschnittlich 7,1 g. Um das Gelege vor Auskühlung zu schützen, besitzen die Männchen besondere Bereiche mit erhöhter Durchblutung, sogenannte Brutflecke, auf der Brust. Die Küken schlüpfen nach einer Brutdauer von 22 bis 28 Tagen. Sie sind mit flaumigem Gefieder bedeckt, dass ein gestreiftes Tarnmuster besitzt. Wie die beiden Elternvögel werden die Küken mit extrem großen Zehen und Krallen geboren.
Trotz der aufmerksamen Erziehung durch das Männchen und der energischen Verteidigung des Brutreviers, durch das Weibchen, sind die Überlebenschancen der Küken gering. Mehr als die Hälfte der Küken sterben bereits im Nest. Von den Überlebenden erreichen weniger als 50 % der Jungvögel eine Entwicklung zu einem adulten Kammblatthühnchen. Die größte Gefahr für das Kammblatthühnchen stellen andere Vögel dar, welche die Eier aus den Nestern erbeuten. Daneben stellen Überschwemmungen, Wasserschlangen, Otter, Schildkröten, und große Raubfische eine Bedrohung dar. Das durchschnittliche Lebensalter der adulten Kammblatthühnchen wurde mit vier Jahren ermittelt und ein Höchstalter von elf Jahren aufgezeichnet.

## Gefährdungssituation
Das Kammblatthühnchen wird von der Weltnaturschutzunion IUCN in der Roten Liste gefährdeter Arten geführt. Die Art ist lokal durch die Reduktion und den Verlust von Feuchtgebieten gefährdet. Sie wird aufgrund der weiten Verbreitung und der großen Bestandszahlen insgesamt als nicht gefährdet (Least Concern) eingestuft. Der zukünftige Populationstrend lässt sich nur schwer bestimmen, da eine Unsicherheit über die Auswirkungen von Lebensraumveränderungen auf die Populationsgröße besteht. Spezielle Schutzmaßnahmen wurden für das Kammblatthühnchen nicht unternommen, da es in seinem Verbreitungsgebiet ausgewiesene Schutzgebiete bewohnt.
Das Überleben der Kammblatthühnchen hängt davon ab, ob ausreichend Feuchtgebiete vorhanden sind. Diese Flächen werden in vielen Teilen der Welt trockengelegt um Platz für Wohnraum, eine kommerzielle Entwicklung oder weitere landwirtschaftliche Flächen zu schaffen. Ausgewählte Studien zeigen, dass der Einsatz von Pestiziden eine Gefahr darstellen kann. In einem beobachteten Schutzgebiet in der Nähe einer Kaffeeplantage in Costa Rica, stellten Forscher fest, dass der Einsatz von Pestiziden möglicherweise eine Ursache für die Abnahme der Eiablageaktivität bei Wasservögeln war.

## Unterarten
Es werden derzeit drei Unterarten unterschieden:
- Irediparra gallinacea gallinacea (Temminck, 1828) – Vorkommen auf Borneo in der Provinz Kalimantan Selatan, auf Sulawesi, Mindanao, den Molukken und den Kleinen Sundainseln[2]
- Irediparra gallinacea novaeguinae (E. P. Ramsay, 1879) – Vorkommen in Neuguinea, einschließlich Misool, der Raja-Ampat-Inseln und den Aru-Inseln[2]
- Irediparra gallinacea novaehollandiae (Salvadori, 1882) – Vorkommen im Süden von Neuguinea einschließlich der D’Entrecasteaux-Inseln, vereinzelt im Norden und Osten von Australien[2]

## Trivia
Die Kammblatthühnchen laufen manchmal auf Schwimmpflanzen die teilweise unter der Wasseroberfläche wachsen. Dies lässt den Eindruck entstehen, dass sich die Vögel auf der Wasseroberfläche fortbewegen können, ohne im Wasser zu versinken. Daraus entstand der regional gebräuchliche Name „Jesusvogel“ oder auch „Christvogel“.